# 長江引航中心
長江引航中心是中华人民共和国一個為长江船隻提供引航服务的引航机构，引航范围从长江吴淞口至城陵矶。前身是长江区港务监督局引航总站。該機構於1997年6月在江苏太仓成立。1998年6月迁至江阴。